# Serica hirtella
Serica hirtella är en skalbaggsart som beskrevs av Ahrens 2005. Serica hirtella ingår i släktet Serica och familjen Melolonthidae. Inga underarter finns listade i Catalogue of Life.